# Antonio Salieri
Antonio Salieri (18. srpna 1750, Legnago – 7. května 1825, Vídeň) byl italský hudební skladatel, pedagog a dirigent, ve své době patřil mezi nejznámější a nejvýznamnější.

## Život

### Mládí
Antonio Salieri se narodil v Legnanu v blízkosti Verony 18. srpna 1750 v rodině dosti zámožného obchodníka. Chlapec od malička tíhl k hudbě. Jeho prvním učitelem byl starší bratr Francesco Antonio, který byl žákem Giuseppe Tartiniho. Dalším jeho učitelem byl místní varhaník, žák znamenitého hudebníka "padre" Martiniho (Giovanni Battista Martini, 1706–1784). Podle vyprávění prvního Salieriho životopisce Ignaze von Mosel utíkal za hudbou i do sousedních vesnic, což nebylo rodičům příliš po chuti. Rodiče brzy zemřeli (matka v roce 1763 a otec krátce po ní). Antonio žil nějaký čas u svého staršího bratra v Padově a posléze se ho ujala spřízněná aristokratická rodina Mocenigo z Benátek a hodlala mu dát seriózní hudební vzdělání v Neapoli. V té době však přijel do Benátek vídeňský skladatel, dvorní kapelník a člen skupinky hudebníků, která denně provozovala hudbu s císařem Josefem II., Florian Leopold Gassmann (1729–1774) rodák ze severních Čech. Prakticky náhodně se setkal s Antoniem, který se mu zalíbil natolik, že jej vzal s sebou do Vídně ke dvoru.

### Vídeň
Do Vídně dorazili v neděli 15. června 1766. Od tohoto dne se Vídeň pro Salieriho stala druhým domovem, který s výjimkou uměleckých cest po Evropě již nikdy neopustil. Gassman mu ve Vídni zajistil nejlepší dosažitelné vzdělání. Sám ho učil kontrapunktu a na ostatní disciplíny najal nejlepší učitele. Všechny náklady nesl sám. Salieri mu to nikdy nezapomněl. Staral se o uchování jeho díla a po Gassmanově smrti i o jeho rodinu. Gassmanova dcera se pod jeho vedením stala sólistkou dvorní Opery.
Ihned po příjezdu do Vídně představil Gassman Antonia císaři Josefu II., kterému se nadaný a skromný Ital zalíbil, což mělo rozhodující význam pro Salieriho životní dráhu. Dalšími důležitými osobnostmi, se kterými se Salieri hned zpočátku seznámil a spřátelil byl básník Pietro Metastasio a skladatel Christoph Willibald Gluck. V Metastasiově domě se scházel intelektuální výkvět Vídně a sám Metastasio se měl stát Salieriho nejvýznamnějším libretistou. Gluck pak měl v budoucnu sehrát důležitou roli při Salierových úspěších v Paříži.
Nejprve pracoval jako Gassmanův asistent v dvorním divadle. Tato práce zahrnovala i četné skladatelské úkoly jako aranžmá, instrumentace, operní vsuvky, ale i instrumentální skladby a chrámovou hudbu. První samostatnou operu, „Le donne letterate“ zkomponoval již v roce 1770 na text Giovanni Boccheriniho, bratra hudebního skladatele Luigi Boccheriniho. O úspěchu opery svědčí to, že o tři roky později byla uvedena v Praze. Ještě v roce 1770 uvedl i další svoji operu „L'amore innocente“ opět na text Giovanni Boccheriniho. Obě tyto opery patřily do žánru komické opery, ale hned následující operou bylo hudební drama „Armida“. Tato opera byla první Salieriho operou, která byla publikována tiskem a nejen to, po formální stránce byla tato opera svým způsobem převratná, neboť ještě před Gluckem samotným realizovala Gluckovy myšlenky oproštění od bezduchých virtuózních árií a naplnění opery dramatickým obsahem.
Následovala opera, která založila Salieriho světovou slávu. Byla to opera buffa „La fiera di Venezia“ která měla premiéru ve Vídni 29. ledna 1772, ale zakrátko byla uvedena ve všech hlavních operních divadlech celé Evropy. Jen za života autora bylo zdokumentováno na 30 inscenací. Tento úspěch otevřel cestu i dalším Salieriho operám. Salieri dostal velmi výhodnou nabídku švédského krále Gustava Adolfa III., avšak rozhodl se setrvat ve Vídni. Toto rozhodnutí se ukázalo být správným. Po smrti svého druhého otce Gassmana v roce 1774 se stal nejprve dvorním skladatelem komorní hudby, posléze zastupujícím kapelníkem italské opery a nakonec dosáhl funkce nejvyšší: císařského dvorního kapelníka. V tomto roce se také seznámil s Terezií von Helferstorfer, kterou o rok později pojal za manželku. Narodilo se jim osm dětí, ale jen dvě se dožily dospělého věku.
Mezitím nastaly pro italskou operu ve Vídni smutné časy, neboť císař Josef na podzim roku 1776 italskou operu uzavřel a místo ní hodlal vzkřísit operu německou. Z toho důvodu je také skladatelova tvorba v letech 1776–1778 poměrně chudá. Zásluhou Christopha Willibalda Glucka dostal Salieri zakázku na operu ke slavnostnímu otevření po požáru rekonstruovaného divadla Teatro alla Scala v Miláně. Vytvořil operu „L'Europa riconosciuta“, která byla znovu v tomto divadle hrána s obrovským úspěchem 7. prosince 2004 při novém otevření po moderní rekonstrukci.
Z Milána odjel do Benátek, kde uvedl operu „La scuola de' gelosi“, která úspěchem překonala i „La fiera di Venezia“. Za třicet let zaznamenala 60 inscenací od Lisabonu až po Moskvu. V roce 1776 také zkomponoval velké oratorium pro koncerty hudební společnosti „Tonkünstler-Societät“. Tuto společnost založil Gassman jako charitativní organizaci, která se má starat o penzijní fondy na podporu žen a dětí hudebníků. Salieri byl jejím prezidentem v letech 1788–1795 a její koncerty řídil až do roku 1818. Společnost je dodnes nejen živá, ale je jednou z nejvýznamnějších hudebních institucí Evropy.
V roce 1782 navštívil Vídeň papež Pius VI., který hodlal svým vlivem odvrátit císaře Josefa II. od jeho reforem, které dle jeho soudu vážně ohrožovaly církev v Rakousku. S jeho doprovodem dorazil do Vídně také jistý Emanuele Conegliano, známější ovšem pod jménem Lorenzo da Ponte. Navštívil Salieriho a přinesl mu doporučující dopis napsaný některým z méně známých Salieriho libretistů. Da Ponte svým šarmem oslnil nejen Salieriho, ale i císaře samotného a do té doby neznámý básník se stal libretistou dvorního divadla. Kromě toho se německá opera neujala, byla obnovena činnost italské opery a Salieri obdržel titul císařova kapelníka. Tato souhra náhod umožnila, aby o něco málo později získal Wolfgang Amadeus Mozart libreta k operám „Le nozze di Figaro“ (Figarova svatba), „Don Giovanni“ a „Cosi fan tutte“.

### Paříž
V té době Salieriho příznivec a ochránce Christoph Willibald Gluck dostal objednávku z Paříže na operu „Les Danaides“. Gluck byl po dvojím záchvatu mrtvice ochrnut a prakticky již nekomponoval, přesto zakázku přijal a tvrdil, že na ní pracuje se svým mladším kolegou. Měl k tomu dva důvody. Jednak by Pařížská opera jen stěží svěřila dílo neznámému mladému skladateli, a i kdyby, pak by si nemohl říci o honorář o který si naopak mohl říci (a řekl) slavný Gluck. Celou operu zkomponoval Salieri a po velkém úspěchu pařížské premiéry to i Gluck ve zvláštním dopise pro pařížské noviny přiznal. Není bez zajímavosti, že následující den po premiéře Les Danaides se v divadle Comédie-Française konalo první veřejné uvedení zakázané hry Pierra Beaumarchaise „Bláznivý den aneb Figarova svatba“, která posloužila jako předloha k Da Pontově libretu pro Mozartovu operu „Figarova svatba“. Sám Beaumarchais pak napsal libreto k Salieriho opeře „Tarare“ a má podíl i na Da Ponteho úpravě nazvané „Axur, re d'Ormus“.
V roce 1784 si Pařížská opera objednala, tentokrát již přímo od Salieriho, dvě nové opery. První z nich „Les Horaces“ víceméně propadla, konala se pouze tři představení. Zato druhá, již výše zmíněný „Tarare“, vytvořila novou epochu v dějinách francouzského divadla. Společně s Beaumarchaisem se podařilo dosáhnout plné jednoty hudby a dramatického děje. Tato opera se po své formální stránce stala přímým předchůdcem hudebních dramat Richarda Wagnera. Vedle toho, jak už bylo spisovatelovým zvykem, byly do textu zakomponovány narážky na současnou politickou a společenskou situaci ve Francii (i když se děj odehrává kdesi na východě). Premiéra se konala 8. června 1787. Aby se zabránilo manifestacím, hlídalo Operu na 400 vojáků. Po několik desetiletí byl Tarare i největším kasovním úspěchem pařížské opery. Za své zásluhy o francouzskou hudbu byl Salieri jmenován členem Francouzské akademie umění.
Úspěch opery Tarare v Paříži vzbudil jistou žárlivost u císaře Josefa. Požádal Da Ponteho a Salieriho, aby operu přepracovali pro italské provedení ve Vídni. Nicméně jazykové i slohové rozdíly včetně rozdílů ve vokální technice mezi francouzskou a italskou operou se ukázaly být natolik veliké, že Da Ponte raději napsal na dané téma libreto zcela nové a Salieri jej následoval. Vznikla tak opera „Axur, re d'Ormus“ jejíž finále je i součástí Formanova filmu „Amadeus“.

### Ústup ze slávy
Císař Josef II. zemřel 20. února 1790. Nebylo mu dopřáno příliš pokojného umírání. V posledních letech se vše vyvíjelo spíše k horšímu. Následky francouzské revoluce, nedokončené reformy, finanční vyčerpání země způsobené mimo jiné vleklou válkou s Tureckem, do níž byl Rakousko zavlečeno spojenectvím s Ruskem. Přesto však šlo o panovníka přívětivého a hudbymilovného. Po jeho smrti čekaly i umělce horší časy. Josefův nástupce na trůnu Leopold II. neměl o hudbu zájem a státní pokladna byla prázdná. Výrazně proto omezil všechny umělecké aktivity dvora. I Salieri musel odejít z místa kapelníka italské opery, kterému bylo v té době 40 let, ale vrchol své tvorby měl již za sebou. Nejenže jaksi vyschl pramen inspirace, ale změnilo se i obecenstvo a jeho vkus. Poslední operu zkomponoval Salieri v roce 1804, ta však propadla u obecenstva i kritiky. Kritika nepoznávala autora Axura a obecenstvo již dávalo přednost dílům mladších autorů Wolfganga Amadea Mozarta a Luigi Cherubiniho.
Ústup z operní tvorby však zdaleka neznamenal ústup z pozice respektovaného předního hudebníka Evropy. Zůstal kapelníkem dvorního orchestru a řídil koncerty Vídeňské hudební společnosti. Dále byla prováděna s úspěchem jeho díla v oblasti instrumentální a chrámové hudby, hrál významnou roli v organizaci hudebního života Vídně a v neposlední řadě se věnoval pedagogické činnosti v níž vynikal nad jiné. Lze bez nadsázky říci, že Salieri byl nejlepším pedagogem Vídně v oblasti zpěvu, kompozice a teorie hudby. Jeho žáky byli Ludwig van Beethoven, Johann Nepomuk Hummel, Ignaz Moscheles, Carl Czerny, Giacomo Meyerbeer, Franz Schubert, Franz Liszt, Franz Xaver Süssmayr a dokonce i syn Wolfganga Amadea, Franz Xaver Wolfgang Mozart. Ti všichni na něj s úctou vzpomínali. Navíc pokud vycítil talent, vyučoval zcela bezplatně jako splátku úroků svému objeviteli a učiteli Gassmanovi. Sehrál rozhodující roli při vzniku Vídeňské konzervatoře. V roce 1817 inicioval vznik Vokální školy a stal se i jejím prvním ředitelem. O dva roky později byla škola rozšířena i o instrumentální oddělení.
Často citovaná roztržka s Beethovenem v roce 1808 se týkala kolize termínů koncertů. Koncerty Vídeňské hudební společnosti, které Salieri organizoval a řídil, se konaly po řadu let v pravidelných termínech. Salieri velmi dbal na to, aby v den konání výročního koncertu nebyla ve Vídni žádná jiná hudební akce. Důvodem, pro Salieriho rozhodujícím, bylo to, že výtěžek těchto koncertů byl věnován na dobročinný účel a šlo mu o zajištění návštěvnosti. Beethoven toto pravidlo porušil a ve stejný den uvedl svůj autorský večer (Akademii). Roztržka ale neměla trvalé následky a sám Salieri i na svých koncertech dál uváděl Beethovenova díla.

### Poslední léta

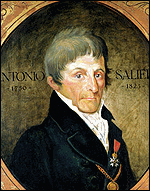
Portrét Natale Sciavoni (1815)

Poslední roky Salieriho života byly poznamenány rychle se rozvíjejícími fyzickými i duševními neduhy. Delší dobu trpěl depresemi a na sklonku života se u něj začala s největší pravděpodobností projevovat Alzheimerova choroba. Na podzim roku 1820 se rozvinula těžká podagra a léčení mu úlevu nepřinášelo. V roce 1823 patrně utrpěl záchvat mozkové mrtvice a jeho stav se natolik zhoršil, že musel být hospitalizován. Utrpení Antonia Salieriho skončilo 7. května 1825 v 8 hodin večer.
Byl pohřben na hřbitově Matzleinsdorfer Friedhof. Později byly jeho ostatky přeneseny na Ústřední vídeňský hřbitov. Rekviem c-moll určené ke svému vlastnímu pohřbu zkomponoval Salieri již v roce 1804. Bylo také několik dní po pohřbu provedeno Salieriho žáky a předními vídeňskými hudebníky. Na jeho náhrobku byly umístěny verše jeho žáka Josepha Weigla:
Ruh sanft! Vom Staub entblößt,
Wird Dir die Ewigkeit erblühen.
Ruh sanft! In ew’gen Harmonien
Ist nun Dein Geist gelöst.
Er sprach sich aus in zaubervollen Tönen,
Jetzt schwebt er hin zum unvergänglich Schönen.

## Salieri a Mozart
První zpráva, že Mozart mohl být otráven, přišla kupodivu ihned po jeho smrti a přišla z Prahy. Pražský dopisovatel berlínského listu Musikalisches Wochenblatt napsal: „Po návratu z Prahy (do Vídně) se cítil nemocen a jeho stav se neustále zhoršoval. Předpokládá se, že trpěl vodnatelností. Zemřel ve Vídni koncem minulého týdne. Protože jeho tělo po smrti oteklo, dá se i předpokládat, že byl otráven.“
Další svědectví pochází rovněž z Prahy. Jeden z prvních Mozartových životopisců byl František Xaver Němeček, v jehož domě pobýval několik let Mozartův syn Karel. Němeček uvádí, že několik dní před smrtí se Mozart svěřil své ženě s podezřením, že ho někdo otrávil. Z dalšího kontextu však vyplývá, že ani Němeček, ani Konstance nebrali toto prohlášení vážně.
Nicméně myšlenka byla na světě a chopili se jí prapředci bulvárních novinářů a početný dav jejich čtenářů. Je-li oběť, musí být i vrah a za vraha byl vybrán Salieri. Je třeba upozornit na to, že se vše odehrávalo v období nastupujícího romantismu a obraz sporu dvou géniů násobený jejich zcela rozdílnými povahovými rysy a životními principy: na jedné straně nekonformní mladý buřič žijící bohémským způsobem a na druhé straně upjatý a pedantický představitel oficiálního umění, byl zcela v souladu s romantickými představami o umění a umělcích.

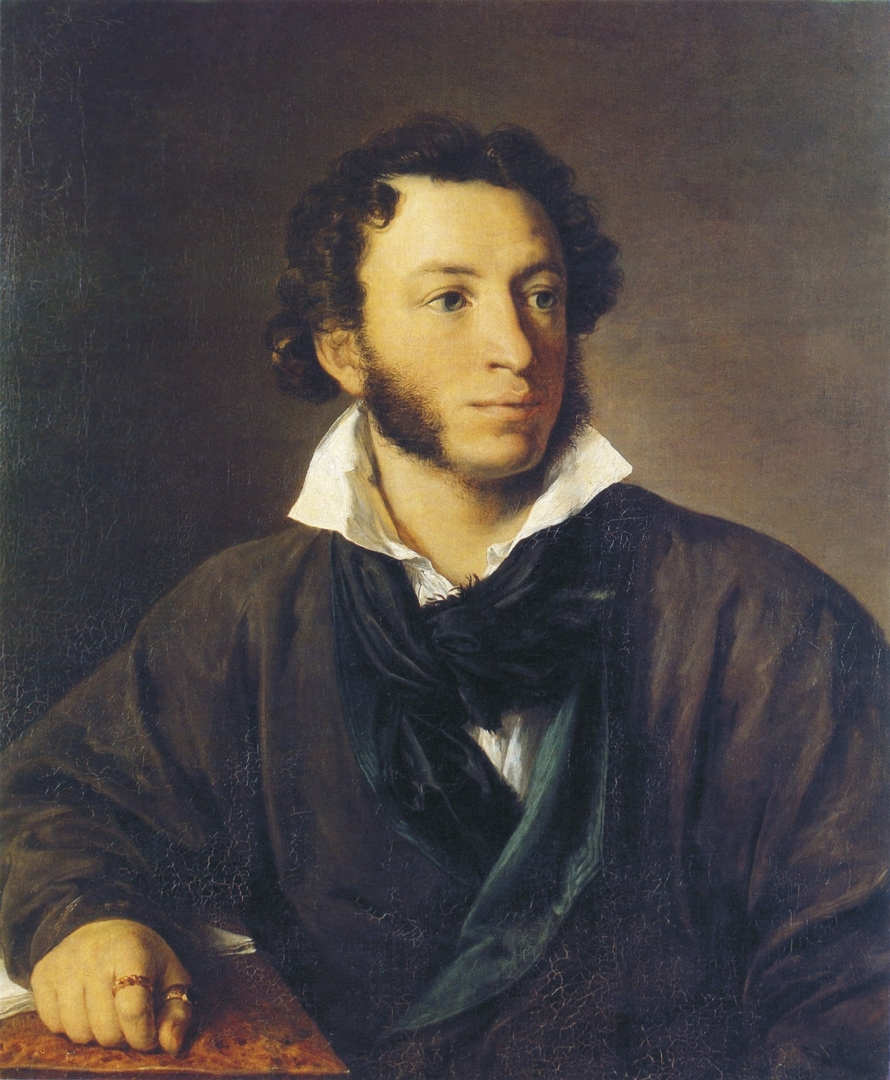
Alexander Sergejevič Puškin. Portrét V. A. Tropinina

Možná, že i tento obraz by časem vybledl a upadl v zapomenutí, ale stalo se, že příběhu se chopila ruka dalšího génia. Alexander Sergejevič Puškin napsal hru „Mozart a Salieri“, ve které je Salieri zcela nepokrytě označen za vraha a důvodem je ona tak často citovaná vzpoura „génia průměrnosti“. Podle poemy zkomponoval Nikolaj Rimskij-Korsakov i úspěšnou stejnojmennou operu. Námětu se posléze chytil anglický dramatik Peter Shaffer, jehož divadelní hra Amadeus měla premiéru v Londýně roku 1979. Ten sice pochopil neudržitelnost teorie o přímém podílu Salieriho na otrávení Mozarta, ale ponechal myšlenku a celý proces převedl na psychologickou rovinu. Následovalo Formanovo filmové zpracování a dnes lze předpokládat, že většina lidí, kteří kdy slyšeli jméno Salieri, jsou hluboce přesvědčení, že je vinen smrtí Wolfganga Amadea Mozarta. Přitom v mnoha případech jde i v tomto filmu o vědomé falšování historie. Pomineme-li omyly v časových souvislostech, které lze vysvětlit uměleckým záměrem, jde i o věcné chyby. Mozart se nestal učitelem princezny, protože Salieri byl prostě lepší pedagog, což dokládá i výčet jeho žáků. Salieri neměl zapotřebí vydávat Mozartovo dílo za své, ani hrdost by mu to nedovolila. Konečně i vztah k otci měl u Mozarta do osudové posedlosti daleko.
Hudební vědci myšlenku podílu Salieriho na smrti Mozartově již dávno opustili. Všechny dobové dokumenty, dopisy i události svědčí naopak o vzájemném respektu a naprosto korektním vztahu obou vídeňských umělců. Ve fondu Národního muzea - Českého muzea hudby se dokonce podařilo objevit společnou skladbu Mozarta a Salieriho, dosud považovanou za ztracenou, která je dokladem jejich spolupráce.

### Epilog
V květnu roku 1997 se v hlavním sále Justičního paláce v Miláně konal nezvyklý proces. Byla souzena vražda, která se měla stát před dvěma sty lety. Obviněným byl Salieri, obětí Mozart. Procesu se účastnili světoví právníci a svědky obžaloby i obhajoby byly přední lékařské kapacity. Byla podrobně zkoumána všechna písemná svědectví současníků i zprávy dobového tisku. Ukázalo se, že jediným uvažovatelným svědectvím je tzv. Salieriho přiznání, kdy již ve stavu duševní nepříčetnosti mezi zcela nesmyslnými větami údajně přiznal, že těžce ublížil Mozartovi. V okamžiku jasnějšího vědomí, když mu sdělili, k čemu se přiznal, vše zcela kategoricky a silně emocionálně popřel. V milánském procese obhajoba zvítězila a alespoň po právní stránce byl Salieri očištěn.[zdroj?]

## Dílo

### Vokální hudba světská

#### Opery
- Annibale in Capua (1801)
- Armida (1771)
- Axur, re d'Ormus (1788)
- Catilina (1790-92), posmrtná premiéra v Darmstadtu, 1994
- Cesare in Farmacusa (1800)
- Così fan tutte, ossia La scuola degli amanti (1789), nedokončeno
- Cublai, gran Kan de' Tartari (1786-88), posmrtná premiéra ve Würzburgu, 1998
- Danaus (cca 1807), německá verse Les Danaïdes
- Das Posthaus, ztracený fragment
- Delmita e Daliso (1776)
- Der Rauchfangkehrer oder Die unentbehrlichen Verräter ihrer Herrschaften aus Eigennutz (1781)
- Die Generalprobe, fragment
- Die Neger (1802)
- Don Chisciotte alle nozze di Gamace (1770)
- Eraclito e Democrito (1795)
- L'Europa riconosciuta (1778)
- Falstaff ossia Le tre burle (1799)
- Ifigenia in Tauride (1783), fragment
- Il Barone di Rocca Antica (1772)
- Il Mondo alla rovescia (1792)
- Il Moro (1796)
- Il Pastor fido (1789)
- Il Ricco d'un giorno (1784)
- Il Talismano (1779), 1. jednání Salieri, druhé a třetí Giacomo Rust
- Il Talismano (1788)
- I tre filosofi (1797), fragment
- L'Amore innocente (1770)
- L'Angiolina ossia Il matrimonio per sussurro (1800)
- La Bella selvaggia (1802), dosud neprovedeno
- La Calamità de' cuori (1774)
- La Cifra (1789)
- La Dama pastorella (1780)
- La Fiera di Venezia (1772)
- La Finta scema (1775)
- La Grotta di Trofonio (1785)
- La Locandiera (1773)
- La Moda ossia Gli scompligi domestici (1771), Pasticcio, části 2. a 3. jednání Salieri
- La Partenza inaspettata (1779)
- La Scuola de'gelosi (1778)
- La Scuola degli amanti ossia Così fan tutte (cca 1789), fragment
- La Secchia rapita (1772)
- La Vestale (1769), ztraceno
- Le Couronnement de Tarare (1790), doplnění opery Tarare
- Le Donne letterate (1770)
- Les Danaïdes (1784)
- Les Horaces (1786)
- Palmira, Regina di Persia (1795)
- Prima la musica e poi le parole (1786)
- Semiramide (1782)
- Tarare (1787)

#### Árie a sbory
- "Addio carina bella" (Meng.) árie G-dur pro bas a orchestr
- "Affé questa sera grandissima" – "Una domina? Una nipote?" basová árie pro operu "La Finta giardiniera" od P. Anfossiho
- "Ah ciel che noja è questa" – fragment
- "Ah dove amici" recitativ pro soprán a orchestr
- "Ah non siete ogni si facile" (Tenast) árie pro tenor a orchestr
- "Alla speranza" (Galatea) árie pro soprán a orchestr
- "All'idea del gran mistero" árie A-dur pro soprán, sbor a orchestr
- "Anch'io nello specchio talora" árie E-dur pro soprán a orchestr
- "Cedo l'intatto pegno" (Dely – Davidde) duet pro sopráno, tenor a orchestr
- "Che mi s'appresti?" (Capitano) árie C-dur pro bas a orchestr (1775), for?
- "… che strane vicende" fragmentary finále pro operu "La Novità" A. Feliciho
- "Chi vuol la zingara" Duet pro dva soprány a orchester
- "Dall'uso parigino il bello, il sopraffino" árie C-dur pro sopeán a orchestr (1773)
- "Del morir le angoscie adesso" árie pro tenor a orchestr
- "Denke nicht der Zeit der Schmerzen" duet pro soprán, tenor a orchestr
- "Dico sol, che la padrona" (Lena) árie pro soprán a orchestrk opeře "La Locandiera"?
- "D'oro saranno i letti" árie D-dur pro bas a orchestr (1775)
- "Dottorini saputelli" árie pro soprán a orchestr (1774)
- "Eccomi al punto ch'io già tanta temei" árie pro soprán a orchestr
- "Fate largo al gran Pasquino" (Pasquino) árie d-moll pro bas a orchestr (1775) pro operu A. Feliciho "La Novità"?
- "Figlia mia diletta" trio pro soprán, tenor, bas a orchestr
- "Fra tanto pietre brune" (Polidoro) recitativ bas a orchestr pro operu D. Cimarosy "L'Italiana in Londra"?
- "Gelosia d'amore è figlia" árie pro soprán a orchestr
- "Goder lasciatemi" (Gianetta) árie pro soprán a orchestr
- "Gran diavolo!" (Uberto) aria in F major for bass and orchestra, for?
- "Guarda in quel volto" árie pro soprán a orchestr
- "Ho perduto la mia pace" (Brettone) árie pro tenor a orchestr kj opeře Giovanni Paisiello "L'Innocenza fortunata"?
- "Ho stampato libri in foglio" árie pro tenor a orchestr
- "Il pargoletto amabile árie“ pro tenor a orchestr
- "In tuo favore mi parla il core" duet pro dva soprány a orchestr
- "Io contento", recitative
- "Io di nuovo vel ripeto" árie pro soprán a orchestr
- "Io lo dico e il posso dire" trio pro alt tenor a bas
- "Io non so che pensare" recitativ a cavatina pro tenor a orchestr
- "La donna è sempre instabile" (Belfusio) árie pro tenor a orchestr k opeře "La Fiera di Venezia"
- "La mia morosa me l'ha fatta" (Sandrina) árie pro soprán a orchestr k opeře "Il Talismano"?
- "L'amour est un dieu" árie pro soprán a orchestr
- "La sposa se cedo" árie pro soprán a orchestr
- "Le diras, che il campione" (Gusman) árie pro bas a orchestr
- "Le Inconvenienze teatrali" kvartet árie pro soprán, alt, tenor, bas a orchestr
- "L'introduco immantinente" – "Quando ho visto il dottorino" (Rosina) recitativ árie pro soprán a orchestr k opeře "La Finta scema"
- "Madame vezzosissima" (Zeffirina – Valerio) recitativ a duet
- "Ma quai mali intorno al core" árie pro tenor a orchestr
- "Ma quale agli occhi miei" (Conte) recitative
- "Mia vaga Dorilla" árie pro bas a orchestr k opeře B. Galuppiho "Il Marchese villano"
- "Moriam, moriam mia vita" recitativ a duet pro soprán, tenor a orchestr
- "Nel mio seno" árie
- "Non per parlar d'amore" (Laurina) árie pro soprán a orchestr k opeře Nicola Picciniho "L'Astretta"
- "Non temer che d'altri" (Falsirena) árie pro soprán a orchestr k opeře "La Fiera di Venezia"
- "Non veste alla moda" (Aga.) árie pro bas a orchestr
- "Non vi fidate" árie pro soprán a orchestr
- "Oh che donna che matta" (Peppino), recitativ
- "Oh me infelice – Allor potrei" recitativ a árie
- "Oh qual sorpasso giubilo" (Pilemone) árie pro bas a orchestr k opeře"Eraclito e Democrito"?
- "Oh quanti veggarsi" (Cardano) árie pro tenor a orchestr k opeře "Il Talismano"?
- "Oh sancte inviete" árie pro soprán a orchestr
- "Padrona stimatissima" (Pasquino) árie pro bas a orchestr k opeře A. Feliciho "La Novità"?
- "Parlaste d'un cappone" árie pro bas a orchestr
- "Pasquino avrà quest'ora" recitative, k opeře A. Feliciho "La Novità"?
- "Paterio giudizio" árie pro bas a orchestr
- "Per amore io già vancillo" (Perillo) árie pro tenor a orchestr
- "Perder sogetto amato" duet pro dva soprány a orchestr
- "Per voi s'avanzi" árie pro bas a orchestr
- "Qual densa notte" (Artalice – Chabri – Nehemia – Chor) finále opery
- "Quando sarà mia sposa" (Capitano) árie pro bas a orchestr
- "Quest'è un mar di confusione" kvartet pro soprán, alt, tenor, bas a orchestr
- "Rasserena nel tuo barbaro" fragmenty árie
- "Sans argent et sans crédit" (Boschetto – Pirati – Lauretta) scéna s orchestrem
- "Scomodarmi da palazzo e trattarmi in questa guisa" árie pro soprán a orchestr
- "Se amor m'ha dato in testa, se mi far delirare" árie pro soprán a orchestr
- "Se credessi di volare" (Peppino) árie pro bas a orchestr
- "Se Dio veder tu vuoi" (Achio – Azia) duet
- "Se tu vedessi il core" (Isabella) árie pro soprán a orchestr k opeře B. Galuppiho "Il Villano geloso"
- "Signor mio scrivete bene" (Pasquino) árie pro bas a orchestr k opeře A. Feliciho "La Novità"?
- "S'odo, o duce" (Epponina – Voadice – Sabino – Arminio – Annio) finále opery "Giulio Sabino" skladatele G. Sartiho
- "Son dama, ma so l'arte ancor delle plebe" (Polissena) árie pro soprán a orchestr k opeře Giovanni Paisiella "Il Tamburo"
- "Son nipote d'un togato" (Isabella) árie pro soprán a orchestr k opeře Baldassare Galuppiho "Il Villano geloso"
- "Sopra il volto sbigotito" árie pro soprán a orchestr
- "Talor non si comprende" árie pro bas a orchestr
- "Tenero cor" recitativ a cavatina pro soprán a orchestr
- "Tu che ferita sei" árie pro tenor a orchestr k opeře "Il Barone di Rocca antica"
- "Tutte le furie unite in questo petto io sento" árie pro soprán a orchestr
- "Tutti dicon che la moglie" árie pro bas a orchestr
- "Un bel marito" árie pro soprán a orchestr
- "Un pescatore mi pare amore" árie pro bas a orchestr
- "Vedi ben che queste scene" trio pro sopran, alt, bas a orchestr
- "Venga su la finestra" árie pro tenor, sbor a orchestr
- "Venissi cari, l'affare è serio" (Patenio) árie pro bas a orchestr
- "Verdammter Streich" (Mauser) árie pro tenor a orchestr
- "… vicino a perdere l'amato ben" fragmenty árie
- "Villottino mio bellino" (Lisetta) árie pro alt a orchestr?
- "Vi son sposa" árie
- árie Polisseny pro soprán a orchestr k opeře G. Paisiella "Il Tamburo"
- finále opery pro tři soprány, dva tenory, bas a orchestr k opeře "La Scuola de'gelosi"?

### Balety
- Ballet o 7 částech pro operu "L'Europa riconosciuta"
- Ballet o 16 částech
- Ballet o 10 částech
- Ballet o 8 částech
- Fragmenty baletu
- Předehra a devět sborů k opeře "Die Hussiten vor Naumburg" od Augusta von Kotzebue (1803)

### Světské kantáty
- "Cantata per le nozze di Francesco I" (1808)
- "Der Tyroler Landsturm" op. 100 pro soprán, alt, tenor, bas, smíšený dvojsbor, orchestr a řečníka (1799)
- "Die vier Tageszeiten" (1819)
- "Du, dieses Bundes Fels"
- "Habsburg" (1805/06)
- "Il Trionfo della Gloria e della Virtù" (1774)
- "La Riconoscenza" (1796)
- "La Riconoscenza de' Tirolesi" (1800)
- "La Sconfitta di Borea" (1775)
- "Lasset uns nahen alle"
- "Le Jugement dernier" (1787/88)
- "L'Oracolo muto" (1802/03)
- "Wie eine purpur Blume"

### Světské sbory
- "An den erwünschten Frieden im Jahr 1814" (1814)
- "An die Religion" for choir a cappella (1814)
- "Bei Gelegenheit des Friedens" (1800)
- "Beide reichen Dir die Hand" – fragment
- "Del redentore lo scempio" (cca 1805)
- "Der Vorsicht Gunst beschütze, beglücktes Österreich, dich" (1813)
- "Dio serva Francesco"
- "Do re mi fa" (1818)
- "Es schallen die Töne"
- "Herzliche Empfindung bey dem so lange ersehnten und nun hergestellten Frieden im Jahr 1814" (1814)
- "Hinab in den Schoß der Amphitrite"
- "Il piacer la gioia"
- "Ogni bosco, ogni pendice"
- "Rückerinnerung der Deutschen nell'anno 1813" (1813/14)
- Písně, ansámbly a kánony vesměs s doprovodem klavíru – cca 340 prací

### Chrámová hudba

#### Oratoria
- "Davidde" (1791) – fragment
- "Gesù al limbo" (1803)
- "La passione di Gesù Cristo" (1776)
- "Le Jugement dernier" (1787/88)
- "Saul" pro sóla sbor a orchestr (1791) – fragment

#### Mše
- Mše C-dur pro sbor a cappella (1767)
- Mše D-dur pro sbor a orchestr (1788) – zvaná "Hofkapellmeistermesse"
- Mše C-dur dva sbory a orchestr (1799) – zvaná "Proklamationsmesse"
- Mše d-moll pro sóla sbor a orchestr (1805)
- Mše B-dur pro sóla sbor a orchestr (1809)
- Kyrie C-dur pro sóla sbor a orchestr (1812)
- Kyrie F-dur – fragment -

#### Rekviem
- Rekviem c-moll pro sóla sbor a orchestr (1804)
- Rekviem d-moll pro sbor a orchestr (cca 1815–20) – fragment

#### Graduale
- "Ad te levavi animam meam" E-dur pro sbor a orchestr
- "A solis ortu pro Festo SS. Corporis Christi“ C-dur pro sbor a orchestr (1810)
- "Benedicam Dominum pro Dominica 12ma post Pentecostem aut de Tempore“, B-dur pro sbor a orchestr
- "Confirma hoc Deus" C-dur pro sóla sbor a orchestr (1809)
- "Improperium" c-moll pro sbor a capella
- "Justorum animaeA-dur pro sbor a orchestr
- "Liberasti nos, Domine pro Dominica XXIII. et ultima post Pentecostem“ D-dur pro sbor a orchestr (1799)
- "Magna opera Domini" da tempore, D-dur pro sbor a orchestr (1810)
- "Spiritus meus" d-moll pro sbor a orchestr (1820)
- "Tres sunt, qui testimonium dant in coelo" de SS. Trinitate, D-dur pro sbor a orchestr
- "Veni Sancte Spiritus" B-dur pro sbor a orchestr (1800)
- "Veni Sancte Spiritus" pro Festo Pentecostem, B-dur pro sbor a orchestr (1805)
- "Venite gentes"C-dur pro dva sbory a orchestr (1799)
- "Vox tua mi Jesu" C-dur pro sbor a orchestr (1774)

#### Offertories
- "Alleluja (deinde) Bonum est" D-dur pro sbor, smyčce a varhany
- "Alleluja" D-dur pro sbor a orchestr (1774)
- "Assumpta est Maria" C-dur pro sbor a orchestr (1799)
- "Audite vocem magnam" C-dur pro sbor a orchestr (1809)
- "Beatus vir, qui non abit" D-dur pro sóla, sbor a orchestr
- "Benedixisti Domine" F-dur pro sbor a cappella
- "Benedixisti Domine" pro F-dur sbor a cappella
- "Cantate Domino omnis terra" C-dur pro dva sbory a orchestr (1799)
- "Desiderium animae" F-dur pro soprán, alt, bas a orchestr
- "Domine, Dominus noster" G-dur pro sbor a orchestr (1812)
- "Dum corde pio" C-dur pro sbor,dva basy a varhany
- "Excelsus super omnes gentes Dominus" C-dur pro sbor a orchestr (1806)
- "Gloria et honor(e)"C-dur pro sbor a orchestr (1809)
- "Jubilate Deo" A-dur pro sbor a orchestr
- "Justus ut palma" B-dur pro sbor a orchestr
- "Lauda Sion Salvatorem" C-dur pro sbor a orchestr (1805)
- "Laudate Dominum omnes gentes" D-dur pro sbor a orchestr (1809)
- "Magna et mirabilia sunt opera tua" C-dur pro sbor a orchestr (1809)
- "Magna opera Domini" C-dur pro sbor a orchestr (1812)
- "Miserere nostri" g-moll pro sbor a orchestr (1805)
- "Miserere nostri" Es-dur pro sbor a orchestr (1803)
- "O altitudo divitiarium" C-dur pro sbor a orchestr (1809)
- "O quam bonus et suavis est" B-dur prosóla, sbor a orchestr
- "Populi timente sanctum nomen Domini" Es-dur pro sbor a orchestr (1778)
- "Salve Regina" D-dur pro sbor a orchestr (1815)
- "Salve Regina" (na německý text) G-dur pro sbor a orchestr
- "Salve Regina" B-dur pro sbor a orchestr
- "Salvum fac populum" (1805) – ztraceno
- "Si ambulavero in medio" g-moll pro sbor a orchestr (1809)
- "Sub tuum praesidium" B-dur pro sbor a orchestr (1820)
- "Tui sunt coeli" C-dur pro sbor a orchestr
- "Tui sunt coeli" Es-dur pro sbor a orchestr

#### Žalmy
- "Beatus vir, qui timet Dominum" D-dur pro dva tenory, sbor a orchestr
- "Confitebor Domine" B-dur pro sbor a orchestr
- "De profundis" f-moll pro bas, sbor a orchestr (1815)
- "De profundis" g-moll pro sbor a orchestr (1815)
- "Dixit Dominus" G-dur pro sbor a orchestr
- "Lauda, Jerusalem, Dominum" C-dur pro sbor a orchestr (1815)
- "Laudate pueri Dominum" G-dur pro šestihlasý sbor a orchestr
- "Magnificat" C-dur pro sbor a orchestr (1815)
- "Magnificat" F-dur pro dva sbory a orchestr (1815)

#### Litanie
- "Litania di B.M.V." F-dur pro sóla, sbor a orchestr
- "Litania pro Sabbato Sancto" B-dur pro sbor a cappella (1820)

#### Hymny
- "Coelestis urbs Jerusalem" Hymnus de dedicatione Ecclesiae, A-dur pro sbor a orchestr
- "Genitori" F-dur pro soprán, sbor a orchestr
- "In te Domine speravi" E-dur pro dva soprány a bas (1817)
- "Tantum ergo" C-dur pro dva sbory, dechové nástroje a varhany
- "Tantum ergo" C-dur pro sbor, 2 hoboje, dva fagoty, čtyři trubky, tympány a varhany
- "Tantum ergo" C-dur pro sbor, 2 trubky, tympány a varhany
- "Tantum ergo" F-dur pro soprán a smyčce (1768)
- "Te Deum laudamus" C-dur pro soprán, sbor a smyčce (1819)
- "Te Deum laudamus" de Incoronazione, D-dur pro sbor a orchestr (1790)
- "Te Deum laudamus" D-dur pro dva sbory a orchestr (1799)

#### Introitus
- "Avertisti captivitatem Jacob" pro Dominica XXIII. et XXIV. post Pentecostem, B-dur pro sbor, smyčce a varhany
- "Beati immaculati" de Virginibus et Martyribus et de Sancto Stephano, F-dur pro sbor, smyčce a varhany
- "Concupiscit et deficit" in dedicatione Ecclesia et in Festo Tranfigurationis Domini, F-dur pro sbor, smyčce a varhany
- "Dico ergo" pro Festis Beatae Mariae Virginis, d-moll pro sbor, smyčce a varhany
- "Domine exaudi vocem meam" pro Dominica XXII. post Pentecostem, F-dur pro sbor, smyčce a varhany
- "Et justitiam tuam" pro Festo Epiphaniae, d-moll pro sbor, smyčce a varhany
- "Et psallare" pro Festo S. Joannis Apost. et S. Joannis Bapt., B-dur pro sbor, smyčce a varhany
- "Inductus est Dominus" pro Dominica infra octavem Nativitas Domini et ad secundam missam, F-dur pro sbor, smyčce a varhany
- "In civitate" pro Festo Purificationis Mariae et Dominica VIII. post Pentecostem, C-dur pro sbor, smyčce a varhany
- "In mandatis ejus" de Confessore et in Festo Sancti Joachim, g-moll pro sbor, smyčce a varhany
- "Jubilate Deo Jacob" pro Dominica in albis, pro Feria II. post Pentecostem et in solemnitate corporis Christi, d-moll pro sbor, smyčce a varhany
- "Jubilate Deo" pro Festo St. Januarii Episcopus et Mart., pro Festo Ascensionis Domini, F-dur pro sbor, smyčce a varhany
- "Laetentur insulae" pro Dominica III., IV., V., VI. post Epiphaniam, F-dur pro sbor, smyčce a varhany
- "Ne quando taceas" pro Dominica VI. post Pentecostem, d-moll pro sbor, smyčce a varhany
- "Neque celaveris" de Confessore, B-dur pro sbor, smyčce a varhany
- "Quam admirabile est nomen tuum" pro Festo Sanctissime Trinitatis, d-moll pro sbor, smyčce a varhany
- "Tu cognovisti" pro Festo Sanctorum Apostolorum, d-moll pro sbor, smyčce a varhany

#### Moteta a sólové duchovní árie
- "Audimus Dei verbum" – ztraceno
- "Contra vos, o monstra horrenda" moteto B-dur pro soprán, sbor a orchestr (1769)
- "Cor meum conturbatum" g-moll pro sbor a orchestr
- "Ecce enim veritatem" G-dur pro bas, tři violy, dva kontrabasy a varhany
- "Fremat tirannus" moteto C-dur pro soprán, sbor a orchestr (1778)
- "Magna est virtus" – ztraceno
- "Misericordius Dominus" E-dur – duet pro soprán bas, housle a orchestr
- "O mortales, festinate" B-dur, árie pro soprán klarinet a orchestr
- "Quae est illa" B-dur, aria in honorem B.V.M. pro soprán, hoboj, smyčce a orchestr
- "Quem terra pontus sidera" A-dur pro soprán a orchestr
- "Salve Jesu pie" duet – ztraceno
- "Tu es spes mea, Domine" pro soprán, flétnu, hoboj a orchestr

### Instrumentální hudba

#### Koncerty
- Koncert pro hoboj, housle, violoncello a orchestr D-dur (1770)
- Koncert pro varhany a orchestr C-dur (1773) – second movement lost
- Koncert pro klavír a orchestr C-dur (1773)
- Koncert pro klavír a orchestr B-dur (1773)
- Koncert pro flétnu, hoboj a orchestr C-dur (1774)
- Concertino da camera pro flétnu a smyčce D-dur (1777)
- Fragmenty koncertu pro fagoty a smyčce

#### Orchestrální hudba
- Symfonie D-dur "Il Giorno onomastico" (1775)
- Symfonie D-dur "La Veneziana"
- Tři menuety pro orchestr
- 26 variatiací na "La Follia di Spagna" pro orchestr (1815)
- Allegretto D-dur
- Symfonie C-dur – (předehra k opeře "Habsburg")
- Předehra "La Frascatana"
- Fragmenty symonie (předehry) G-dur

#### Serenády
- "Picciola Serenata" B-dur pro 2 hoboje, 2 lesní rohy a fagot (1778)
- Serenáda B-dur pro 2 klarinety, 2 fagoty, 2 lesní rohy a kontrabas
- Serenáda C-dur pro 2 flétny, 2 hoboje, 2 fagoty, 2 lesní rohy a kontrabas
- Serenáda F-dur pro 2 flétny, 2 hoboje, 2 fagoty, 2 lesní rohy a kontrabas
- Kasace C-dur pro 2 hoboje, 2 anglické rohy, 2 fagoty a 2 lesní rohy
- Tři tria pro 2 hoboje a fagot
- "Armonia per und tempio della notte" E-dur pro 2 hoboje, 2 klarinety, 2 fagoty a 2 lesní rohy

#### Pochody
- 11 pochod. pro orchestr (1804)
- Pochod pro dechový orchestr "Prägt tief in eure Herzen, Brüder"
- "Parademarsch" C-dur pro dechový orchestr
- Pochod "Die Landwehr" (1809)
- Pochod na počest Gassmanna C-dur pro orchestr (1820)

#### Komorní hudba
- 4 Scherzi armonici istrumentali pro smyčcový kvartet
- Fuga pro smyčcový kvartet
- Fuga pro tři nástroje
- Fuga C-dur pro dva nástroje (1818)
- Fuga Es-dur pro dva nástroje
- 6 maličkostí pro klavír
- 6 kusů pro kytaru – ztraceno

### Práce s jinými skladateli
- „La Betulia liberata“ – Florian Leopold Gassmann (1820)
- „Il Talismano“ – Giacomo Rust (1779)
- „Iphigénie en Tauride“ – Christoph Willibald Gluck (1783)
- "Per la ricuperata salute di Ofelia", společná skladba Salieriho, Mozarta and Cornettiho (1785) – ztraceno a následně nalezeno v Národním muzeu ČR (2016)
- "Rekviem" – Niccolò Jommelli
- „Stabat Mater“ f-moll – Giovanni Battista Pergolesi, verze pro sóla sbor a orchestr, instrumentace Franz Xaver Süssmayr